# Kanin (Nalle Puh)
Kanin är en figur i A.A. Milnes böcker om Nalle Puh. Kanin umgås ofta med Nalle Puh och hans vänner. Kanin är mycket slug och är oftast den som kommer på saker i Sjumilaskogen, till exempel när han kom på en plan för att avskutta Tiger, eller när de skulle kidnappa baby Ru. Dock trillar han ofta dit själv på sin egen slughet, exempelvis just då han skall avskutta Tiger. Han har även många släktingar och vänner, som då och då dyker upp eller försvinner. Han älskar sitt trädgårdsland där han odlar sina morötter.
I Disneys filmatiseringar har Kanin dubbats på svenska av Hans Lindgren och Charlie Elvegård.